# Ариас, Хайро
Ха́йро А́риас Се́рна (исп. Jairo Arias Serna; 2 октября 1938 — 13 октября 2023, Хьюстон) — колумбийский футболист, участник чемпионата мира по футболу 1962 года, играл на позиции нападающего.

## Биография

### Клубная карьера
Ариас на протяжении всей карьеры играл в Колумбии за «Атлетико Насьональ» (1957—1959, 1961—1962), «Санта-Фе» (1960), «Онсе Кальдас» (1963—1964, 1965) и «Унион Магдалена» (1964).

### Карьера в сборной
В составе сборной Колумбии был участником чемпионата мира 1962 года и чемпионате Южной Америки 1963 года, на которых колумбийцы выступили неудачно.

### Смерть
Скончался 13 октября 2023 года в Хьюстоне в возрасте 85 лет от инсульта.

## Достижения
«Санта-Фе»
- Чемпион Колумбии (1): 1960